# أوسكار ألتاميرانو
أوسكار ألتاميرانو (بالإسبانية: Oscar Altamirano)‏ هو لاعب كرة قدم أرجنتيني، ولد في 16 يناير 1984. لعب مع ألماجرو.